# Rhabdodontidae
Rhabdodontidae é uma família de dinossauros ornitópodes iguanodontianos herbívoros, cujos primeiros membros tronco surgiram em meados do Cretáceo Inferior. Os fósseis mais antigos desses membros tronco foram encontrados na Formação Castrillo de la Reina, no Barremiano, na Espanha, datando de aproximadamente 129,4 a 125 milhões de anos atrás. Com seus crânios e mandíbulas profundos, os rabdodontídeos eram semelhantes aos iguanodontes grandes e robustos. A família foi proposta pela primeira vez por David B. Weishampel e colegas em 2003. Fósseis de rabdodontídeos foram encontrados principalmente na Europa, em formações que datam do Cretáceo Superior.
As características definidoras do clado Rhabdodontidae incluem o formato de pá dos dentes, a presença de três ou mais dentes pré-maxilares, a nítida diferença entre os padrões das cristas dos dois dentes maxilares e dentários, e o formato único do fêmur, úmero e ulna. Os membros de Rhabdodontidae têm um comprimento corporal adulto de 1,6 a 6,0 metros.

## Descrição

### Dentes
Os rabdodontídeos possuem uma dentição simples com dentes em forma de folha, usados para um corte poderoso, semelhante ao de uma tesoura. Esses dentes são adequados para uma dieta que se supõe consistir em plantas resistentes e fibrosas, como sabalitas e pandanitas. Cada dente possui uma crista deslocada da linha média do dente. Essas cristas também apresentam um padrão específico exclusivo dos rabdodontídeos: seus dentes dentários possuem uma crista primária central com múltiplas cristas secundárias igualmente espaçadas, e seus dentes maxilares não possuem crista primária e possuem cristas secundárias de tamanho semelhante.

### Pós-craniano
Características únicas são encontradas no fêmur, no úmero e na ulna. O fêmur possui um quarto trocanter não pendente e com crista. O úmero não possui um sulco bicipital proximal e uma borda côncava entre a cabeça e a crista deltopeitoral. A ulna possui um grande processo olecraniano.

## Classificação
Existem opiniões divergentes quanto aos constituintes de Rhabdodontidae. Originalmente, eles foram definidos como o último ancestral comum de Zalmoxes robustus e Rhabdodon priscus. Posteriormente, Paul Sereno propôs uma nova definição, o clado mais inclusivo contendo Rhabdodon priscus, mas não Parasaurolophus walkeri. Mais recentemente, um diagnóstico morfológico foi proposto, que excluía Muttaburrasaurus, ao contrário da definição de Sereno. O clado Rhabdodontomorpha foi cunhado para conter o grupo maior. O seguinte cladograma foi recuperado por Dieudonné e colegas em 2016:
|  | Anabisetia                                                   |
|  |                                                              |
|  | \| \| Tenontosaurus \| \| \| \| \| \| Dryomorpha \| \| \| \| |
|  |                                                              |
|  | Tenontosaurus                                                |
|  |                                                              |
|  | Dryomorpha                                                   |
|  |                                                              |

|  | Tenontosaurus |
|  |               |
|  | Dryomorpha    |
|  |               |

|  | Mochlodon                                              |
|  |                                                        |
|  | \| \| Rhabdodon \| \| \| \| \| \| Zalmoxes \| \| \| \| |
|  |                                                        |
|  | Rhabdodon                                              |
|  |                                                        |
|  | Zalmoxes                                               |
|  |                                                        |

|  | Rhabdodon |
|  |           |
|  | Zalmoxes  |
|  |           |

|  | Mochlodon                                              |
|  |                                                        |
|  | \| \| Rhabdodon \| \| \| \| \| \| Zalmoxes \| \| \| \| |
|  |                                                        |
|  | Rhabdodon                                              |
|  |                                                        |
|  | Zalmoxes                                               |
|  |                                                        |

|  | Rhabdodon |
|  |           |
|  | Zalmoxes  |
|  |           |

|  | Mochlodon                                              |
|  |                                                        |
|  | \| \| Rhabdodon \| \| \| \| \| \| Zalmoxes \| \| \| \| |
|  |                                                        |
|  | Rhabdodon                                              |
|  |                                                        |
|  | Zalmoxes                                               |
|  |                                                        |

|  | Rhabdodon |
|  |           |
|  | Zalmoxes  |
|  |           |

|  | Mochlodon                                              |
|  |                                                        |
|  | \| \| Rhabdodon \| \| \| \| \| \| Zalmoxes \| \| \| \| |
|  |                                                        |
|  | Rhabdodon                                              |
|  |                                                        |
|  | Zalmoxes                                               |
|  |                                                        |

|  | Rhabdodon |
|  |           |
|  | Zalmoxes  |
|  |           |

|  | Anabisetia                                                   |
|  |                                                              |
|  | \| \| Tenontosaurus \| \| \| \| \| \| Dryomorpha \| \| \| \| |
|  |                                                              |
|  | Tenontosaurus                                                |
|  |                                                              |
|  | Dryomorpha                                                   |
|  |                                                              |

|  | Tenontosaurus |
|  |               |
|  | Dryomorpha    |
|  |               |

|  | Mochlodon                                              |
|  |                                                        |
|  | \| \| Rhabdodon \| \| \| \| \| \| Zalmoxes \| \| \| \| |
|  |                                                        |
|  | Rhabdodon                                              |
|  |                                                        |
|  | Zalmoxes                                               |
|  |                                                        |

|  | Rhabdodon |
|  |           |
|  | Zalmoxes  |
|  |           |

|  | Mochlodon                                              |
|  |                                                        |
|  | \| \| Rhabdodon \| \| \| \| \| \| Zalmoxes \| \| \| \| |
|  |                                                        |
|  | Rhabdodon                                              |
|  |                                                        |
|  | Zalmoxes                                               |
|  |                                                        |

|  | Rhabdodon |
|  |           |
|  | Zalmoxes  |
|  |           |

|  | Mochlodon                                              |
|  |                                                        |
|  | \| \| Rhabdodon \| \| \| \| \| \| Zalmoxes \| \| \| \| |
|  |                                                        |
|  | Rhabdodon                                              |
|  |                                                        |
|  | Zalmoxes                                               |
|  |                                                        |

|  | Rhabdodon |
|  |           |
|  | Zalmoxes  |
|  |           |

|  | Mochlodon                                              |
|  |                                                        |
|  | \| \| Rhabdodon \| \| \| \| \| \| Zalmoxes \| \| \| \| |
|  |                                                        |
|  | Rhabdodon                                              |
|  |                                                        |
|  | Zalmoxes                                               |
|  |                                                        |

|  | Rhabdodon |
|  |           |
|  | Zalmoxes  |
|  |           |